# سیارک ۳۰۹۶
سیارک ۳۰۹۶ (به انگلیسی: 3096 Bezruc، نامگذاری:1981QC1) سه هزار و نود و ششمین سیارک کشف شده‌است که در ۲۸ اوت ۱۹۸۱ کشف شد.
قدر مطلق سیارک برابر ۱۲٫۷۰ است.